# Cnephaeus kobayashii
Cnephaeus kobayashii is een zoogdier uit de familie van de gladneuzen (Vespertilionidae). De wetenschappelijke naam van de soort werd voor het eerst geldig gepubliceerd door Mori in 1928.

## Voorkomen
De soort komt voor in Korea.